# Leendert Mes
Leendert Mes (Nieuw-Lekkerland, 2 juni 1888 – Driebergen, 26 augustus 1963) was een Nederlands politicus. 
Hij werd geboren als zoon van Goris Mes (1843-1925, koopman) en Klaartje van Winkelhof (1852-1919). Hij was werkzaam bij de gemeentesecretarie van Streefkerk en werd in 1914 de gemeentesecretaris van Wadenoijen. Vanaf 1919 was Mes de burgemeester van Hedel en vier jaar later volgde zijn benoeming tot burgemeester van Wadenoijen. In 1953 werd hij daar ontslagen vanwege het bereiken van de pensioengerechtigde leeftijd maar hij zou als waarnemend burgemeester aanblijven tot die gemeente in 1956 opging in de gemeente Tiel. Mes overleed in 1963 op 75-jarige leeftijd. 